# Långtjärnen (Kroppa socken, Värmland, 661987-141479)
Långtjärnen är en sjö i Filipstads kommun i Värmland och ingår i Göta älvs huvudavrinningsområde. Sjön har en area på 0,179 kvadratkilometer och ligger 197 meter över havet.

## Delavrinningsområde
Långtjärnen ingår i det delavrinningsområde (661856-141483) som SMHI kallar för Utloppet av Östra Skärjen. Medelhöjden är 222 meter över havet och ytan är 11,91 kvadratkilometer. Räknas de 14 avrinningsområdena uppströms in blir den ackumulerade arean 190,4 kvadratkilometer. Storforsälven (Skärjbäcken) som avvattnar avrinningsområdet har biflödesordning 4, vilket innebär att vattnet flödar genom totalt 4 vattendrag innan det når havet efter 346 kilometer. Avrinningsområdet består mestadels av skog (84 procent). Avrinningsområdet har 1,27 kvadratkilometer vattenytor vilket ger det en sjöprocent på 10,6 procent.